# خیابان کپنهاگن

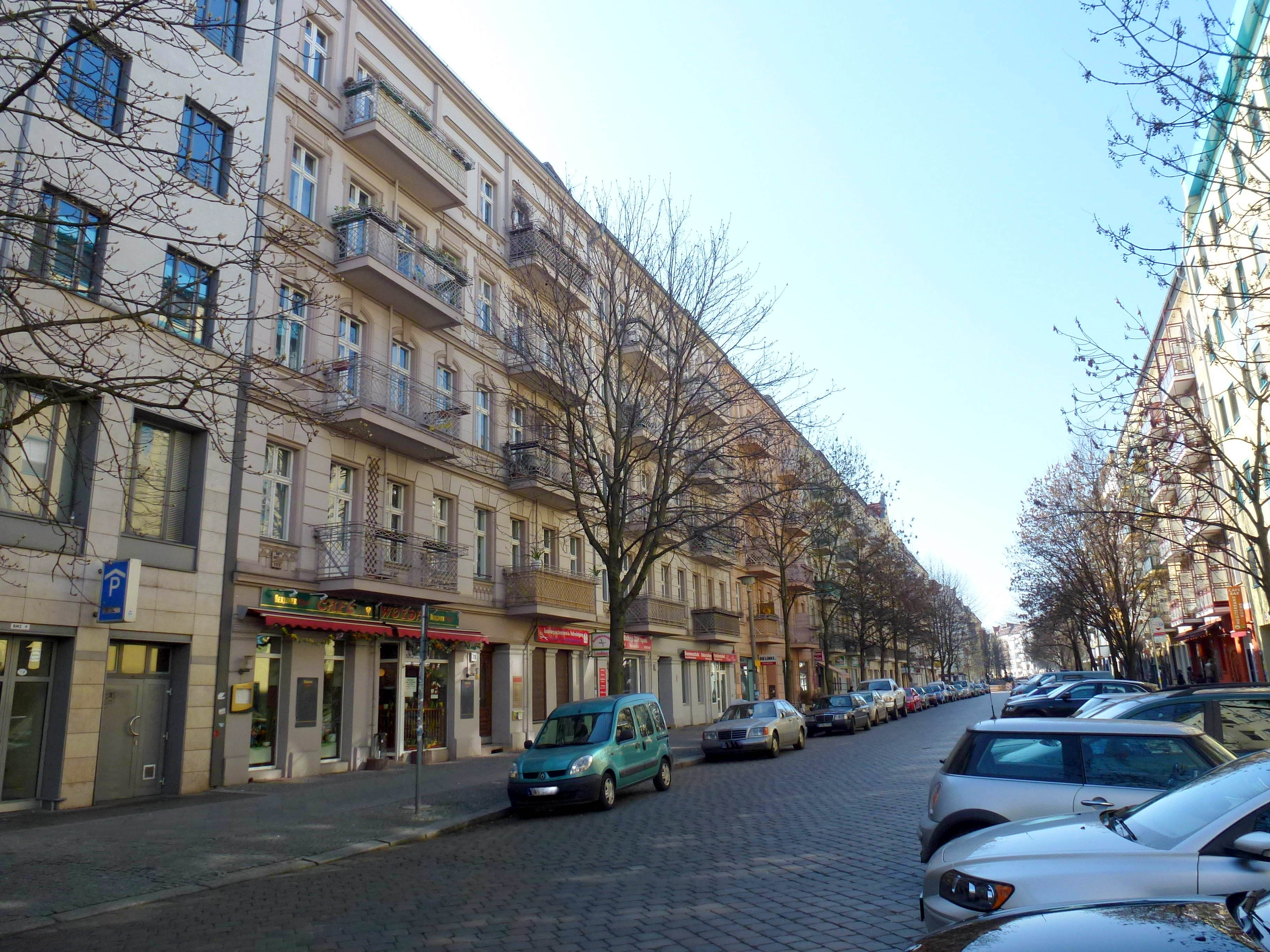
نمای خیابان کپنهاگر

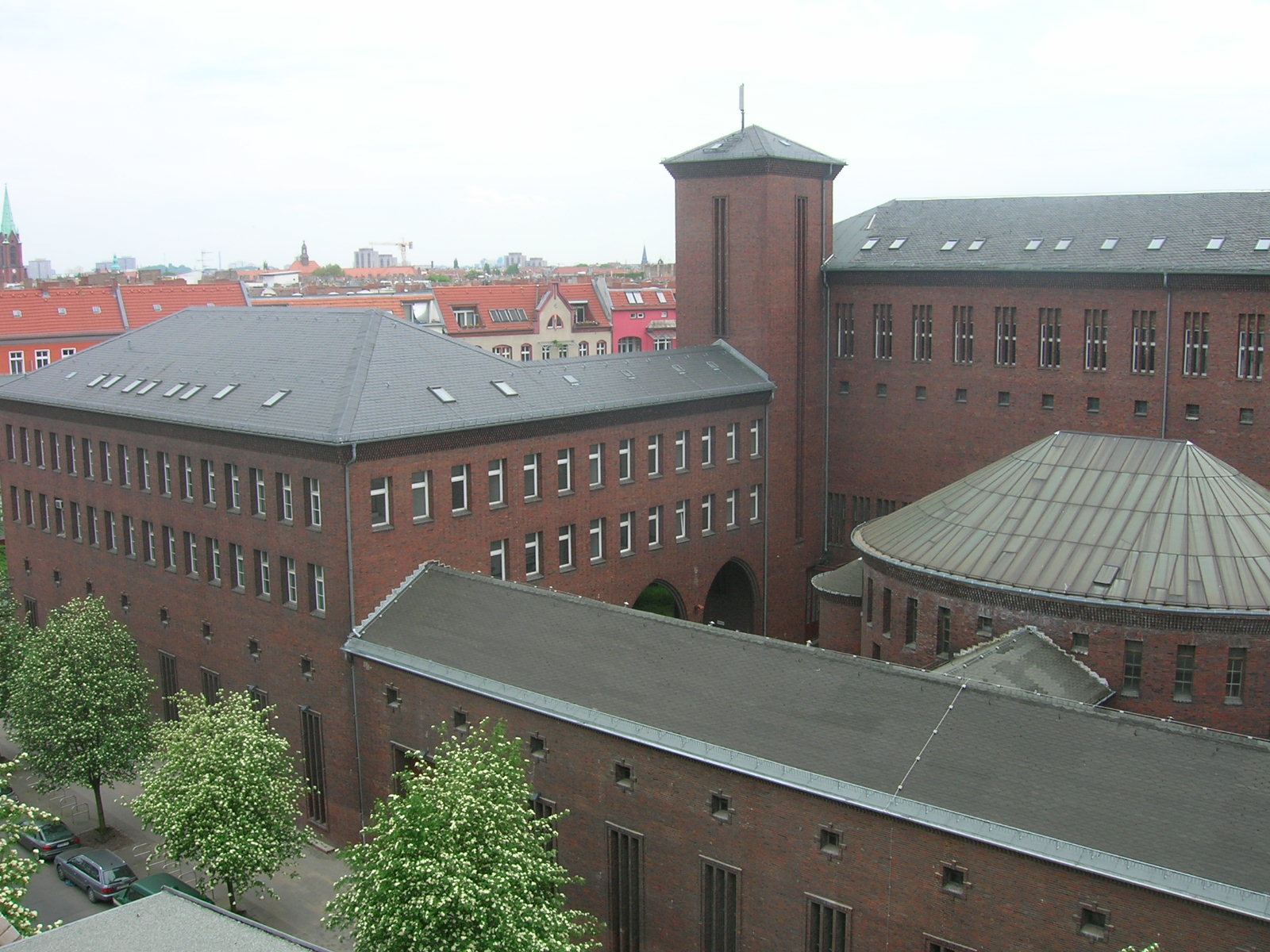
ایستگاه ترانسفورماتور هومبولت

خیابان کپنهاگن (آلمانی: Kopenhagener Straße) در محله پرنزلوئربرگ برلین واقع شده است. این خیابان از شون‌هائوزرالی (Schönhauser Allee) در شرق شروع شده و تا محلی که دیوار برلین شرق را از بخش فرانسوی برلین یعنی نزدیکی پارک مائوئر جدا می‌کند ادامه دارد. این خیابان در ۳۰ آپریل ۱۸۹۹ به نام پایتخت دانمارک، کپنهاگ نامیده شد.